# Nampalys Mendy
Nampalys Mendy (La Seyne-sur-Mer, 23 de junho de 1992) é um futebolista senegalês que atua como volante. Atualmente está sem clube.
Por sua baixa estatura, distribuição e estilo de jogo, foi comparado no início de sua carreira a Claude Makélélé, sendo referido pelo olheiro do Monaco, Didier Christophe, como uma "cópia-carbono" do ex-jogador da Seleção Francesa
.

## Carreira
Em abril de 2010, Mendy assinou seu primeiro contrato profissional com o Monaco, sendo integrado em seguida ao time B. Em julho, o técnico Guy Lacombe levou o jogador para disputar a pré-temporada com o time, visando compensar as ausências de atletas que disputaram a Copa do Mundo. Seu primeiro jogo foi contra o Lyon, atuando os 90 minutos e levando um cartão amarelo. Um ano depois, foi expulso pela primeira vez na carreira no empate em 1 a 1 com o Amiens.
Na temporada 2012–13, ajudou o time do principado a garantir o acesso à edição seguinte da Ligue 1, mas optou em sair ao final de seu contrato. Em 3 anos no Monaco, foram 80 partidas disputadas.

### Nice
Chamou a atenção de clubes da Inglaterra, entre elas o Manchester United e oArsenal, e embora Mendy citasse os Red Devils como seu "clube dos sonhos", recusou uma proposta de contrato do United porque queria permanecer na França, assinando em seguida com o Nice sem custos. Estreou pelos Aiglons em agosto de 2013, na vitória por 2 a 1 sobre o Rennes, chegando a ser o capitão do time após a saída de Didier Digard para o Real Betis e a lesão de Mathieu Bodmer.
Sua primeira passagem pelo Nice terminou ao final da temporada 2015–16, atuando em 121 partidas, marcando seu primeiro (e até hoje, único) gol na carreira em setembro de 2015, na vitória por 3 a 1 sobre o Bastia.

### Leicester City e nova passagem pelo Nice

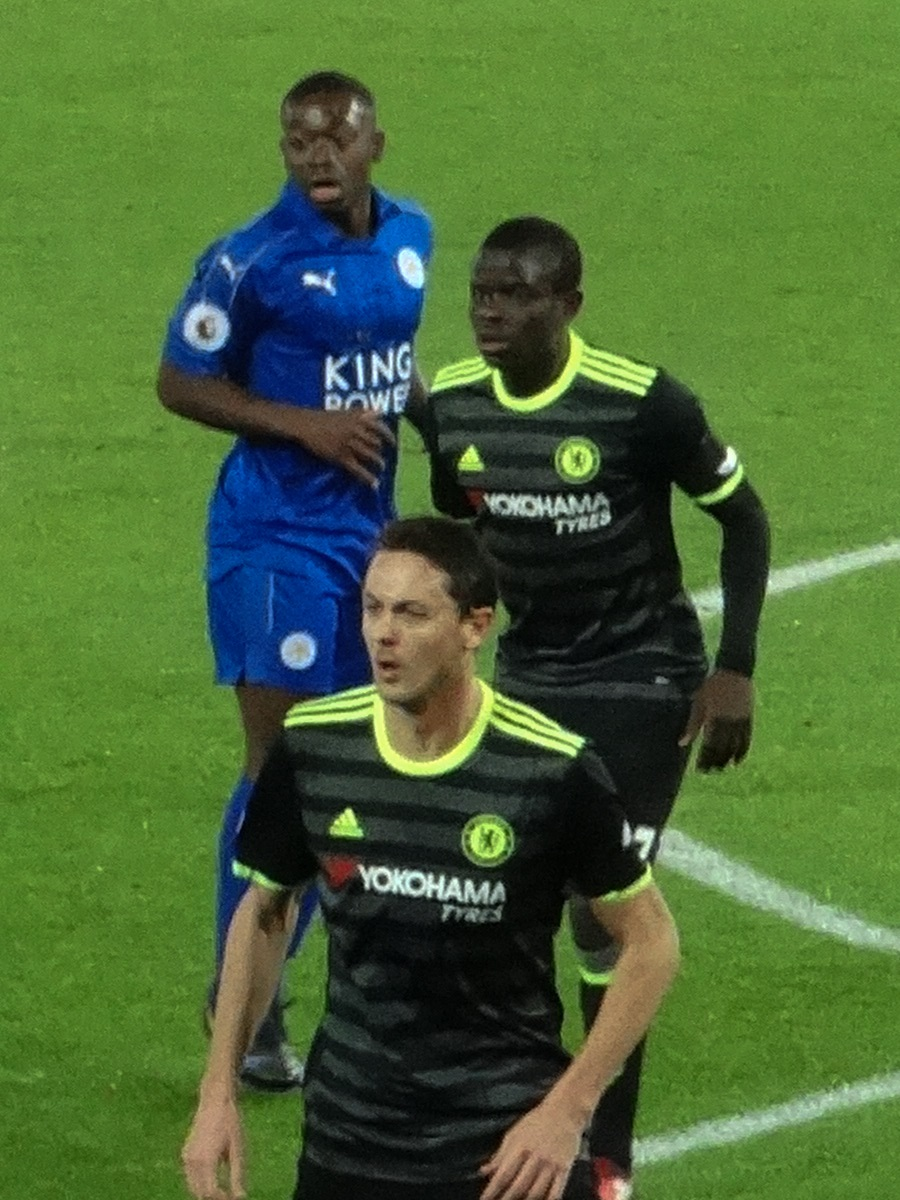
Mendy (de azul) durante jogo do Leicester City em 2017.

Em julho de 2016, Mendy foi contratado pelo Leicester City, que havia surpreendido ao sagrar-se campeão inglês na temporada anterior. Os Foxes pagaram 13 milhões de libras para contar com o volante. Até as contratações do nigeriano Ahmed Musa (16 milhões) e do argelino Islam Slimani (29 milhões), esta foi a maior transferência já feita na história do clube. Seu primeiro jogo foi na Supercopa da Inglaterra, vencida pelo Manchester United, substituindo Andy King aos 63 minutos, e em sua estreia na Premier League, contra o Arsenal, sofreu uma lesão no tornozelo que deixou fora dos gramados por 3 meses. Foram apenas 9 partidas em seu primeiro ano como jogador do Leicester City, que emprestou o jogador ao Nice em julho de 2017.
Regressou ao Leicester City em 2018, assinando um novo contrato válido por 2 anos em 2020, conquistando ainda a Copa da Inglaterra. Para a temporada 2021–22, Mendy não foi inscrito para disputar a Premier League , mas foi reintegrado ao elenco em janeiro de 2022, após a janela de transferências.

## Carreira internacional
Nascido em La Seyne-sur-Mer, Mendy é descendente de senegaleses e defendeu as seleções de base da França entre 2009 e 2014.
Em março de 2021, fora dos planos para jogar pelo time principal dos Bleus, decidiu representar a Seleção Senegalesa, fazendo sua estreia contra o Congo, onde os Leões da Teranga empataram sem gols.
Convocado para a Copa das Nações Africanas de 2021, testou positivo para COVID-19 e ficou de fora das partidas contra Guiné e Zimbábue, estreando na competição contra o Malaui, atuando por 72 minutos e não saiu mais do time até a decisão contra o Egito, que terminou com vitória senegalesa nos pênaltis por 4 a .

## Vida pessoal
É primo dos também futebolistas Bafétimbi Gomis e Alexandre Mendy.

## Títulos
.Monaco
- Ligue 2: 2012–13[carece de fontes?]

Leicester City
- Copa da Inglaterra: 2020–21[carece de fontes?]

Seleção Senegalesa
- Copa das Nações Africanas: 2021[carece de fontes?]